# 라론 증후군

라론 증후군은 유전의 상염색체 열성 패턴을 지니고 있다.

라론 증후군(Laron syndrome)은 생장호르몬(GH) 불감성을 특징으로 하는 상염색체 우성 질병의 하나로, 보통 돌연변이 생장호르몬 수용체에 의해 발병한다. 저신장을 유발하고 인슐린에 대한 민감성을 증가시키는데, 이들이 암과 더불어 제2형 당뇨병으로 발전할 가능성이 줄어들게 된다. 재조합체 IGF-1을 주입함으로써 치료할 수 있다.

## 명칭
병명은 1966년 이 질병을 처음 보고한 A. Pertzelan 및 S. Mannheimer와 더불어 이스라엘의 연구원 즈비 라론(Zvi Laron)의 이름을 따서 지어졌으며, 이 보고는 1958년 시작된 관찰들에 기반을 둔다.
생장호르몬에 대한 저항은 1966년 라론에 의해 처음 보고되었다. 그 뒤로 혈장에 충분한 수준의 생장호르몬이 있음에도 불구하고 지독히 장애가 있는 성장의 특징이 있는, 생장호르몬에 대한 심각한 저항으로 인해 라론 증후군이라는 용어가 만들어졌다.

## 증상
라론 증후군의 주된 기능으로는 비정상적으로 신장이 왜소해지는 왜소증이다. 이마가 돌출되고, 콧날비량이 억압되어 있으며 큰턱이 발달하지 못하며 몸통 비만, 남성의 경우 왜소음경을 일으킬 수 있다. 여성의 유방은 보통 크기에 도달하며, 일부의 경우 신체 크기에 비해 큰 편이다. 고프로락틴증이 유방 크기의 확대에 기여한다는 보고가 있다.
2011년, 에콰도르 마을에서 이 증후군이 있는 사람들은 암과 당뇨에 면역이 되어있으며 노화에서도 어느 정도 보호를 받고 있는 것으로 보고되었다. 생장호르몬 수용체 유전자의 결함이 있는 쥐에서도 동일한 현상이 발견되었다.